# Setge del Santuari de la Mare de Déu de la Cabeza
El Setge al Santuari de la Mare de Déu de la Cabeza va ser un episodi de la Guerra Civil espanyola que van realitzar les tropes republicanes a un grup de Guàrdies Civils que es refugiaven al Santuari de la Mare de Déu de la Cabeza a Andújar, Jaén. El setge va durar un total de nou mesos.

## Situació geogràfica
El Santuari de la Mare de Déu de la Cabeza, patrona d'Andújar per butlla del Papa Sant Pius X el 18 de març de 1909 i de la Diòcesi de Jaén per butlla del Papa Joan XXIII el 27 de novembre de 1959, és un santuari situat a 32 km d'Andújar.

## Precedents

### Juliol - setembre de 1936
A la província de Jaén va fracassar el cop d'estat del 18 de juliol de 1936. Igual que en altres llocs d'Espanya, la Guàrdia Civil era vista pels sectors afins a la república, en el millor dels casos, com un estament en el que no es podia tenir molta confiança, per la qual cosa van ser obligats a lliurar les armes als sindicats d'esquerra. Alguns van desobeir a causa dels freqüents assassinats i execucions de militars i religiosos a la província de Jaén, per la qual cosa el diputat socialista Alejandro Peris va instar a la multitud a assaltar les casernes que no havien lliurat les armes. Això va provocar enfrontaments entre ambdues parts a tota la província.
El 18 d'agost de 1936 es van refugiar en un palauet en la finca de Lugar Nuevo, a la vora del riu Jándula, 165 guàrdies civils i 15 paisans amb les seves famílies, en total unes 1.200 persones. Dies més tard tots ells es van fer forts al santuari juntament amb els qui ja s'havien aixoplugat; a més del mateix santuari existien cases properes en propietat de cofraries. 165 guàrdia civils, 44 paisans i 4 sacerdots catòlics, juntament amb els seus familiars, en total unes 1.200 persones.
La situació va començar amb total normalitat, ja que les tropes al comandament de Carbonell baixaven i pujaven a Andújar, per proveir-se de provisions i per rebre atenció mèdica. Però en arribar el Governador Civil i ser ignorat pel comandant Nofuentes els republicans van llançar bombes i octavetes per minar la moral dels defensors.
El setembre del 1936 la situació dels refugiats va començar a agreujar-se, ja que els republicans insistien perquè deixessin les armes. Alguns eren partidaris de lliurar-se a les autoritats, mentre la majoria era partidària de seguir aixoplugats. Una avioneta dels revoltats va deixar caure missatges de suport i ànim perquè seguissin en el santuari, la qual cosa va comportar a la decisió final, seguir refugiats i defensant el santuari.
Després de diversos intents per aconseguir que els guàrdies civils lliurin les seves armes, les autoritats republicanes xoquen frontalment amb les intencions del capità Cortés, que aviat comença a convertir-se en una molèstia. El 2 de setembre Cortés descobreix les intencions del comandant Nofuentes, superior seu, de signar un document pel qual lliuren les armes. Cortés busca l'ajuda d'altres oficials i entre tots forcen Nofuentes a trencar aquest document. En comptes, en redacten un altre en el qual deixen molt clar que no lliuren les armes, que no abandonaran les posicions i que no rebran ningú més del Front Popular. Els milicians els donen un termini per rendir-se en consideració als nens i dones que s'hi troben. El dia 12, l'aviació llança octavetes amenaçant de deixar reduït a cendres el santuari. Aquest mateix dia, Cortés descobreix les intencions de Nofuentes d'abandonar el lloc al costat de la seva família, cosa que aquest li impedeix. El dia 14, un grup de camions, membres del Front Popular i milicians aconsegueix entrar al santuari i portar el comandant Nofuentes, que és qui ha permès la seva entrada, a Andújar. Quan torna és detingut per Cortés i desposseït del comandament. Cortés creu que el general Queipo de Llano, cap de l'exèrcit nacional del sud, arribarà aviat a la zona per rescatar-los, així que pensa resistir en el santuari el temps que calgui, que espera que no sigui molt. Compta amb 177 combatents i 40 paisans en condicions de lluitar, però molt poques armes, doncs Nofuentes en va lliurar una bona part.
El comandant cap de la força de guàrdies civils i altre personal que hi havia en el Santuari era el capità de la Guàrdia Civil Santiago Cortés González després de destituir Nofuentes. El comandant cap de les milícies que assetjaven el Santuari, era el capità de la Guàrdia d'Assalt i diputat a Corts pel PCE comandant Pedro Martínez Cartón, cap de la 16a Brigada Mixta, també va participar en l'assalt, la XIV Brigada Internacional, avions russos, una secció de morter i artilleria pesant i 15 carros de combat T-26 russos.

## Desenvolupament

### Problemes dels assetjats
Un dels més greus problemes va ser la situació en la qual vivien per la falta de queviures, ja que al principi es va estimar que solament trigarien unes setmanes o com a molt dos mesos per arribar forces nacionals en el seu auxili i alliberament, per la qual cosa en més d'una ocasió el capità Cortés va haver de denegar l'entrada de soldats i civils que pretenien ajudar-los a acabar amb el setge. Van poder resistir aquests vuit mesos gràcies a l'ajuda que va prestar Carlos Haya portant queviures en 50 de les 157 ocasions que els van portar aliments; a més va dissenyar diverses formes de vol per no cridar l'atenció de l'enemic i aconseguir l'objectiu de comunicar-se amb les zones aïllades. Un altre dels problemes van ser les desercions, que encara que no van ser moltes es van produir sobretot a l'octubre del 36 i abril del 37.

### Fi del conflicte
A dos quarts de cinc de la matinada de l'1 de maig es va iniciar el foc d'artilleria sobre la posició. Cap a les sis van començar a mobilitzar-se els tancs. El pla, exposat pel tinent coronel Cordón consistia, segons les seves paraules, en "un atac frontal realitzat per la gairebé totalitat de les forces i mitjans amb què puguem explicar, i un atac auxiliar demostratiu per fixar alguna força als assetjats". D'aquesta manera, part dels efectius es van destinar a atacar les seccions I, III i V amb la finalitat de fixar els combatents que hi havia, mentre que els tancs van avançar fins a l'esplanada on s'iniciava la calçada per batre per la rereguarda la secció II i IV.
La notícia de la caiguda de la secció IV després d'un dur enfrontament va arribar al capità Cortés mentre, fusell en mà, defensava els murs del Santuari destruït. Ell com ningú sabia que la pèrdua d'aquesta posició era l'avantsala de la caiguda de tot el campament, per la qual cosa a partir de conèixer aquesta notícia va adoptar una actitud desafiadora davant el perill, exposant-se en gran manera al foc enemic. Semblava amb el seu comportament que havia decidit morir entre aquells cingles. I així pràcticament va succeir. En les primeres hores de la tarda, va ser aconseguit per la metralla d'una granada d'artilleria que el ferirà greument en el ventre. No satisfet amb això, demanarà aigua insistentment als seus acompanyants per accelerar la seva mort mentre les tropes republicanes prenien les posicions del recinte.
Una vegada concentrats en la llotja del Santuari els combatents, es va procedir a l'evacuació de tot el personal: les dones i els nens foren concentrats a l'esplanada al peu del turó, mentre que els combatents van ser conduïts a la casa de peons caminers. Mentre que esperaven l'evacuació, l'alferes Carbonell va comptar els homes il·lesos: 42 combatents.
Al llarg de la carretera es van anar situant les lliteres dels ferits, per ser examinats pels metges que establien l'ordre d'evacuació segons la seva gravetat. En la primera ambulància que es va improvisar, es va traslladar al capità Cortés, dos milicians i la filla del brigada Jiménez que va arribar cadàver a l'hospital de sang establert a Las Viñas de Peñallana. L'ambulància va arribar a la seva destinació cap a les 8 de la tarda, sent interrogat el capità i sotmès durant la nit a una operació quirúrgica pel doctor Santos Laguna. L'endemà, 2 de maig, poc després del migdia, moria el capità a conseqüència de les seves ferides.

## Versió cinematogràfica
Marisa recorda els dies tràgics que va viure durant la Guerra Civil mentre puja la rampa que condueix al santuari. Ella va pujar al santuari conduïda per Luis de Aracil quan les línies republicanes van avançar cap a aquesta zona.